# Blanco y Negro Music
Pour les articles homonymes, voir Blanco y Negro.
Blanco y Negro Music est un label discographique de musique électronique espagnol. À l'origine fondé en 1978, puis transformé en label en 1983, il a vu passer des artistes comme Raúl Orellana, Cesar de Melero, Shaggy, Cetu Javu, OBK, etc. À ses débuts, il se consacrait à l'importation, à l'exportation, à l'édition, à la commercialisation et à la distribution de produits électroniques et d'albums dans différents formats.

## Histoire
Blanco y Negro Music est fondé en 1978 en tant que magasin de disques, fondé par les frères Jaime, Félix et Luis Buget, dans la ville de Barcelone, en Catalogne. Le 17 janvier 1983, Blanco y Negro Music devient un label discographique, fondé par Félix Buget. Il est considéré par les médias comme le pionnier de l'EDM en Espagne.
Blanco y Negro a créé plus de 30 sous-labels : 76 Recordings, Acceleration, Basic Mix, Blanco y Negro Pop, Box, Celebration, Dirty Spain Recordings, Dixland Records, Fanatic, Fonk Recordings, G Tracks, Gabbers at Work Recordings, GT2 Records, Indalo Music, Insolent Tracks, Kastoria Records, Konga Music, Made in DJ, The Mansion Recordings, Neuronium Records, One Records, Out Records, Plus Recordings, PN Records, Pont Aeri Records, Re-Acceleration, Record Records, Runner Records, Sam Records, Spitfire Music, Trance Box, Tribal Spain Recordings, UR United Records, et Vendetta Records. Les sous-labels sont généralement divisés en fonction des styles musicaux, tels que la pop ou le new age, bien que la plupart d'entre eux soient des sous-genres de l'EDM, tels que la techno hardcore, le gabber, la makina, la techno et la house.
Il recense 3 700 références discographiques et plus de 2 000 artistes. Au cours de son histoire, il a accueilli des artistes de renommée nationale tels que Fruela, David Civera, Jorge González, Raúl Orellana, Tata Golosa, OBK, Seguridad Social, Jay Santos, Romántico Latino, Lucenzo et Sak Noel ; et internationale, comme Alexandra Stan, Inna, Dimitri Vegas & Like Mike, Hardwell, Sasha López, Tom Boxer, ItaloBrothers, Bodybangers, Yolanda Be Cool, Bob Sinclar et Kate Ryan. Le label a également participé à la publication de séries de compilations musicales notoires telles que Máquina Total et Max Mix.